# Кубок Англії з футболу 1878—1879
Кубок Англії з футболу 1878—1879 — 8-й розіграш найстарішого футбольного турніру у світі, Кубка виклику Футбольної Асоціації, також відомого як Кубок Англії. Вперше титул здобув Олд Ітоніанс.

## Перший раунд
Клуб Іглі пройшов до наступного раунду після жеребкування.
| Дата                      | Господарі           | Рахунок                | Гості                 |
| ------------------------- | ------------------- | ---------------------- | --------------------- |
|                           | Раннімід            | -:- результат нічийний | Пантерс               |
| Перегравання              | Пантерс             | +:-                    | Раннімід              |
|                           | Клепем Роверз       | +:-                    | Фінчлі                |
|                           | Дарвен              | +:-                    | Бірч                  |
|                           | Мінерва             | +:-                    | 105 полк              |
|                           | Ремнантс            | +:-                    | Юніті                 |
|                           | Саут Норвуд         | +:-                    | Лейтон                |
| 19 жовтня                 | Барнс               | 1:1                    | Мейденгед             |
| 9 листопада Перегравання  | Мейденгед           | 0:4                    | Барнс                 |
| 28 жовтня                 | Шеффілд             | 1:1                    | Грантем               |
| 16 листопада Перегравання | Грантем             | 1:3                    | Шеффілд               |
| 30 жовтня                 | Аптон Парк          | 5:0                    | Сафрон Волден Таун    |
| 2 листопада               | Форест Скул         | 7:2                    | Рочестер              |
| 2 листопада               | Олд Гарровіанс      | 8:0                    | Саутгілл Парк         |
| 2 листопада               | Оксфорд Юніверсіті  | 7:0                    | Венсбері Строллерс    |
| 2 листопада               | Ромфорд             | 3:1                    | Рамблерс              |
| 9 листопада               | Кембридж Юніверсіті | 2:0                    | Гертфордшир Рейнджерс |
| 9 листопада               | Брентвуд            | 1:3                    | Пілігрімс             |
| 9 листопада               | Грей Фрайарс        | 2:1                    | Марлоу                |
| 9 листопада               | Редінг              | 1:0                    | Гендон                |
| 9 листопада               | Роял Енджинірс      | 3:0                    | Олд Форестерс         |
| 9 листопада               | Свіфтс              | 2:1                    | Гоукс                 |
| 9 листопада               | Вондерерз           | 2:7                    | Олд Ітоніанс          |
| 16 листопада              | Ноттс Каунті        | 1:3                    | Ноттінгем Форест      |

## Другий раунд
До другого раунду увійшли переможці першого раунду.
| Дата                   | Господарі           | Рахунок | Гості          |
| ---------------------- | ------------------- | ------- | -------------- |
| 4 грудня               | Кембридж Юніверсіті | 3:0     | Саут Норвуд    |
| 7 грудня               | Клепем Роверз       | 10:1    | Форест Скул    |
| 7 грудня               | Дарвен              | 0:0     | Іглі           |
| 21 грудня Перегравання | Дарвен              | 4:1     | Іглі           |
| 7 грудня               | Грей Фрайарс        | 0:3     | Мінерва        |
| 7 грудня               | Оксфорд Юніверсіті  | 4:0     | Роял Енджинірс |
| 18 грудня              | Редінг              | 0:1     | Олд Ітоніанс   |
| 21 грудня              | Ноттінгем Форест    | 2:0     | Шеффілд        |
| 21 грудня              | Олд Гарровіанс      | 3:0     | Пантерс        |
| 21 грудня              | Ремнантс            | 6:2     | Пілігрімс      |
| 21 грудня              | Свіфтс              | 3:1     | Ромфорд        |
| 4 січня                | Барнс               | 3:2     | Аптон Парк     |

## Третій раунд
До третього раунду увійшли переможці другого раунду.
Клуб Свіфтс пройшов до наступного раунду після жеребкування.
| Дата     | Господарі          | Рахунок | Гості               |
| -------- | ------------------ | ------- | ------------------- |
| 11 січня | Олд Ітоніанс       | 5:2     | Мінерва             |
| 28 січня | Олд Гарровіанс     | 0:2     | Ноттінгем Форест    |
| 30 січня | Ремнантс           | 2:3     | Дарвен              |
| 6 лютого | Клепем Роверз      | 1:0     | Кембридж Юніверсіті |
| 6 лютого | Оксфорд Юніверсіті | 2:1     | Барнс               |

## Четвертий раунд
До четвертого раунду увійшли переможці третього раунду.
| Дата                    | Господарі        | Рахунок | Гості              |
| ----------------------- | ---------------- | ------- | ------------------ |
| 13 лютого               | Олд Ітоніанс     | 5:5     | Дарвен             |
| 8 березня Перегравання  | Олд Ітоніанс     | 2:2     | Дарвен             |
| 15 березня Перегравання | Олд Ітоніанс     | 6:2     | Дарвен             |
| 25 лютого               | Ноттінгем Форест | 2:1     | Оксфорд Юніверсіті |
| 8 березня               | Клепем Роверз    | 8:1     | Свіфтс             |

## Півфінали
У півфіналах зіграли команди, що перемогли на попередньому етапі.
Клуб Клепем Роверз пройшов до фіналу після жеребкування.
| Дата       | Господарі    | Рахунок | Гості            |
| ---------- | ------------ | ------- | ---------------- |
| 22 березня | Олд Ітоніанс | 2:1     | Ноттінгем Форест |

## Фінал
| 29 березня 1879 |

| Олд Ітоніанс | 1:0      | Клепем Роверз |
| ------------ | -------- | ------------- |
| Клерк 59'    | Протокол |               |

| Кеннінгтон Овал, Лондон Глядачів: 5 000 Арбітр: К.В.Алкок |